# Il Paese
Il Paese è stato un quotidiano italiano di ispirazione comunista, tranne che per una parentesi filofascista a seguito della Marcia su Roma.

## Prima edizione (1921-1925)
Fondato a Roma nel 1921, esprimeva la linea di Francesco Saverio Nitti, deputato del Partito Radicale Italiano. Il quotidiano era diretto da Francesco Ciccotti.
Dopo la marcia su Roma (28 ottobre 1922) il giornale sospese le pubblicazioni. Il 2 dicembre tornò in edicola profondamente cambiato, esprimendo una linea filofascista; la testata divenne Il Nuovo Paese e fu diretta da Carlo Bazzi. Le uscite furono sospese con il numero del 25 gennaio 1925.

## Seconda edizione (1948-1963)
Rinacque nell'immediato dopoguerra, nel 1948, con la testata originale; fondatore, e direttore fino al 1956, fu Tomaso Smith.
Nel dicembre del 1949 comparve il Paese Sera, inizialmente come edizione pomeridiana del Paese. Pur avendo due redazioni distinte, i due quotidiani avevano in comune il direttore, la segreteria, l'amministrazione, la redazione, gli stenografi e l'archivio fotografico.
Nel corso degli anni Il Paese ebbe buoni successi di vendite ma conobbe anche periodi di crisi economica provocati, oltre che da fattori esterni, anche dalla scelta del PCI di favorire il quotidiano di partito, l'Unità, piuttosto che il giornale fiancheggiatore.
Tra i redattori si ricordano: Augusto Livi, corrispondente dall'estero, Paolo Pardo, inviato speciale, Terracina, redattore interni, Lamberto Martini, capocronista, Ruggero Zangrandi, Antonio Rasa, Giuliana Anibaldi, Antonio Meocci, Adele Alfieri e Arnaldo Del Papa.
Cessò le pubblicazioni nel 1963.